# Benjamin Richardson
Benjamin Richardson (19 dicembre 2003) è un velocista sudafricano.

## Biografia
Richardson ha frequentato la TuksSport High School ed ha studiato all'Università di Pretoria.
Ai campionati africani di Saint-Pierre 2022 ha vinto la medaglia d'argento nella staffetta 4x100 m.
Il 14 luglio 2024, alla tappa di La Chaux-de-Fonds del World Continental Tour ha realizzato il tempo di 9"86 sui 100 m piani (quinto miglior tempo stagionale dietro al giamaicano Kishane Thompson, 9"77, al keniano Ferdinand Omanyala 9"79, al connazionale Oblique Seville, 9"82 e allo statunitense Noah Lyles, 9"83), migliorando il suo precedente personale di 22 centesimi.

## Progressione

### 100 metri piani
| Stagione | Misura | Luogo             | Data      | Rank. Mond. |
| -------- | ------ | ----------------- | --------- | ----------- |
| 2024     | 9'86   | La Chaux-de-Fonds | 14-7-2024 |             |
| 2023     | 10"10  | Lucerna           | 20-7-2023 |             |
| 2022     | 10"08  | Gaborone          | 30-4-2022 |             |
| 2021     | 10"17  | Pretoria          | 19-6-2021 |             |
| 2020     | 10"56  | Pretoria          | 1-2-2020  |             |
| 2019     | 10"87  | Paarl             | 28-3-2019 |             |

### 200 metri piani
| Stagione | Misura | Luogo            | Data      | Rank. Mond. |
| -------- | ------ | ---------------- | --------- | ----------- |
| 2024     | 20"16  | Pietermaritzburg | 20-4-2024 |             |
| 2023     | 20"26  | Lucerna          | 20-7-2023 |             |
| 2022     | 20"38  | Kortrijk         | 9-7-2022  |             |
| 2021     | 20"63  | Pretoria         | 29-5-2021 |             |
| 2020     | 21"01  | Pretoria         | 13-3-2020 |             |

## Palmarès
| Anno | Manifestazione      | Sede         | Evento      | Risultato   | Prestazione | Note          |
| ---- | ------------------- | ------------ | ----------- | ----------- | ----------- | ------------- |
| 2021 | Mondiali U20        | Nairobi      | 100 m piani | Argento     | 10"28       | [ 4 ]         |
| 2021 | Mondiali U20        | Nairobi      | 200 m piani | Semifinale  | 20"71       | [ 5 ]         |
| 2021 | Mondiali U20        | Nairobi      | 4x100 m     | Oro         | 38"51       | [ 6 ]         |
| 2022 | Campionati africani | Saint-Pierre | 200 m piani | Semifinale  | 21"11       |               |
| 2022 | Campionati africani | Saint-Pierre | 4x100 m     | Argento     | 39"79       | [ 7 ]         |
| 2022 | Mondiali U20        | Cali         | 100 m piani | Bronzo      | 10"12       | [ 8 ]         |
| 2022 | Mondiali U20        | Cali         | 200 m piani | 4º          | 20"39       | [ 9 ]         |
| 2022 | Mondiali U20        | Cali         | 4x100 m     | Finale      | dq          | [ 10 ]        |
| 2023 | Mondiali            | Budapest     | 100 m piani | Batteria    | 10"17       | [ 11 ]        |
| 2023 | Mondiali            | Budapest     | 4x100 m     | Finale      | dnf         | [ 12 ] [ 13 ] |
| 2024 | World Relays        | Nassau       | 4×100 m     | Batteria    | 38"83       |               |
| 2024 | Campionati africani | Douala       | 100 m piani | Bronzo      | 10"17       |               |
| 2024 | Campionati africani | Douala       | 4×100 m     | Finale      | dnf         |               |
| 2024 | Giochi olimpici     | Parigi       | 100 m piani | Semifinale  | 9"95        |               |
| 2024 | Giochi olimpici     | Parigi       | 200 m piani | Ripescaggio | dns         |               |

## Campionati nazionali
2021
- Argento ai campionati sudafricani (Pretoria), 200 m piani - 20"77

2022
- Bronzo ai campionati sudafricani (Città del Capo), 200 m piani - 20"83

2023
- Argento ai campionati sudafricani (Potchefstroom), 100 m piani - 10"27